# Schlossruine Herbsleben

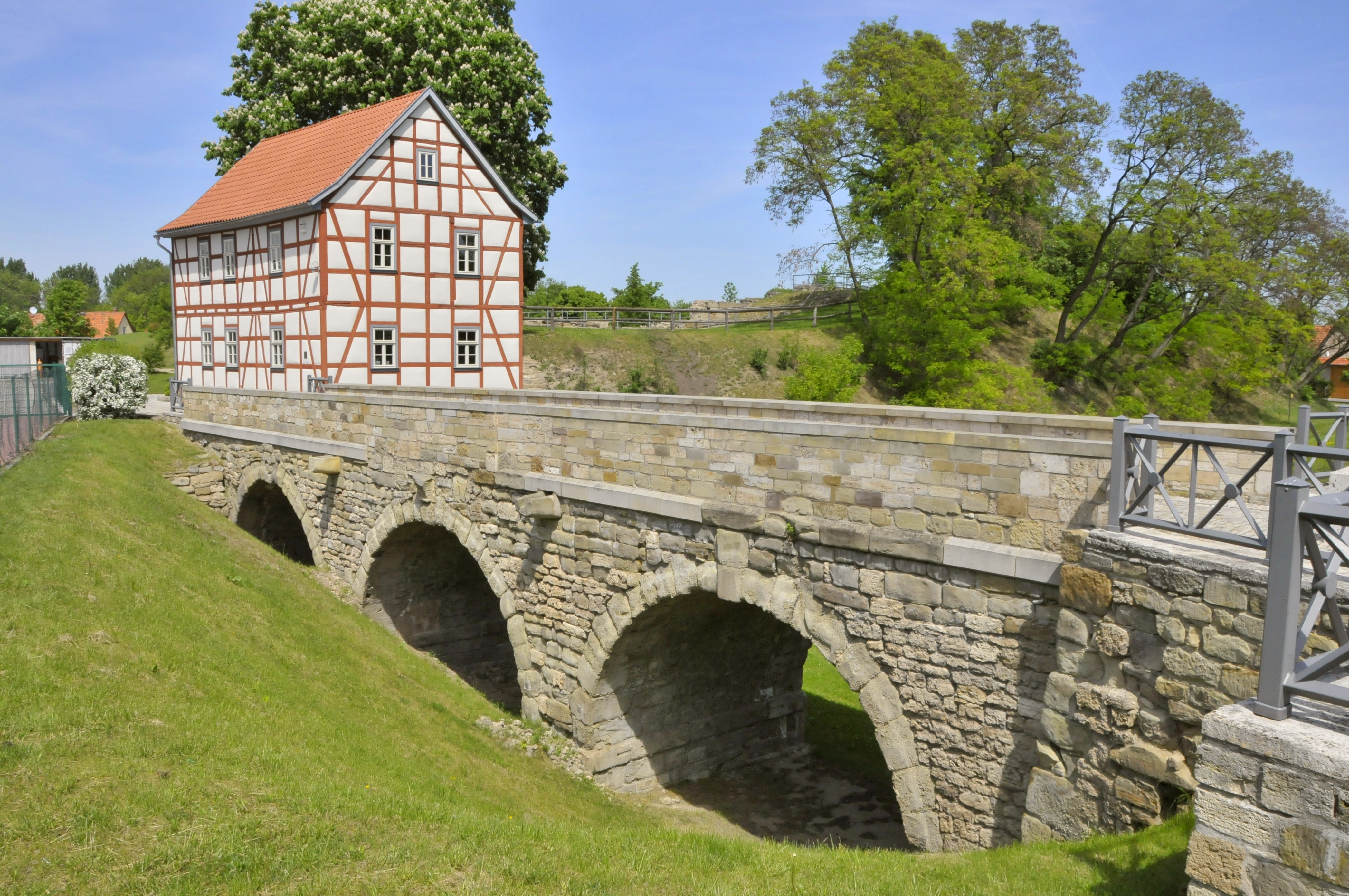
Steinbrücke mit Amtshaus

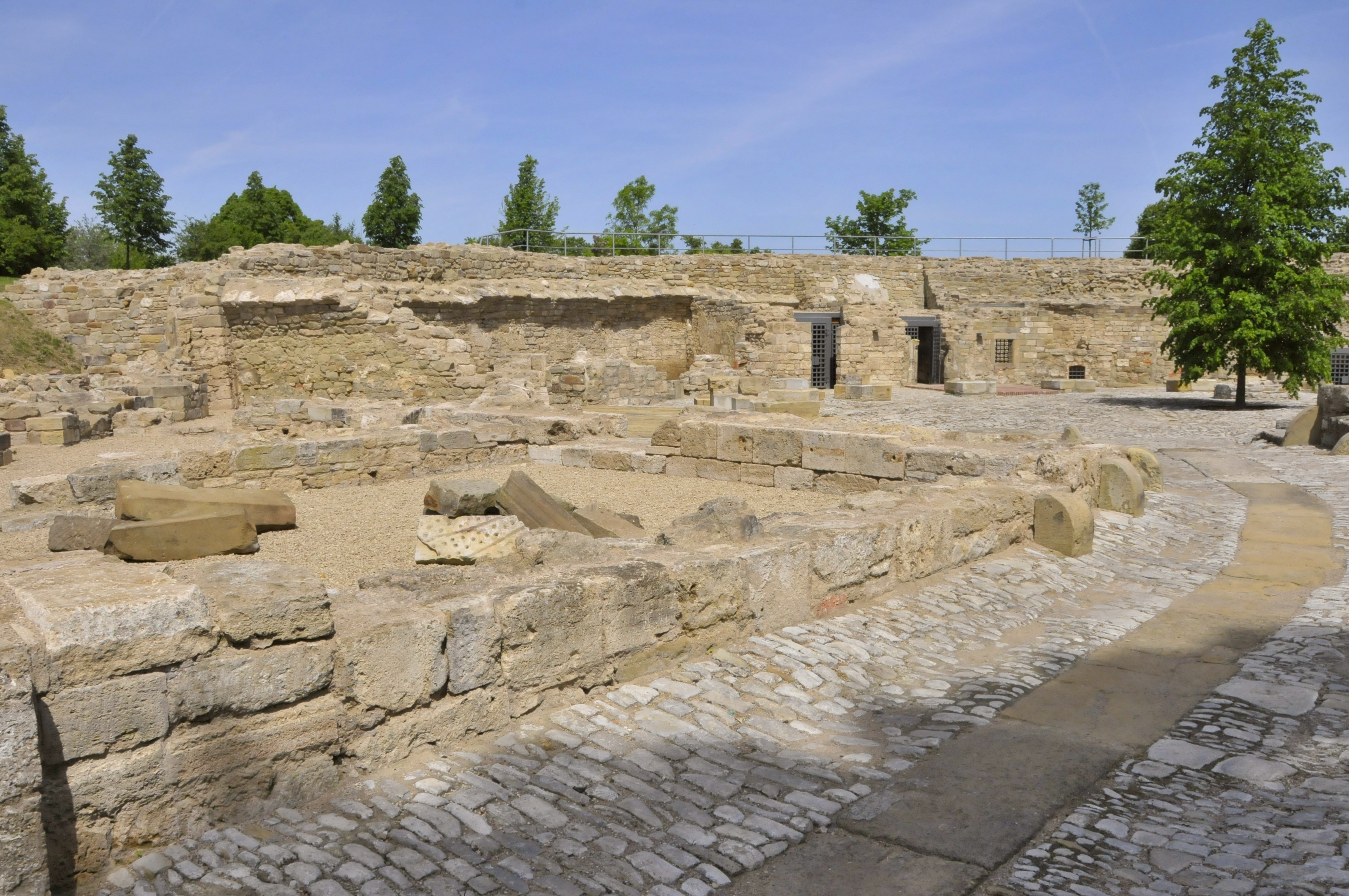
Schlosshof

Die Schlossruine von Herbsleben ist eine Ruine in Herbsleben im Unstrut-Hainich-Kreis in Thüringen. Sie liegt am Ende der Hauptstraße in Richtung Bad Tennstedt. Der Eingang zum Gelände befindet sich gegenüber der Einmündung der Schlossgasse in die Hauptstraße. Das intakte Schloss wurde zur DDR-Zeit 1958 abgerissen.

## Allgemeines
Bei den im September 2000 begonnenen Ausgrabungsarbeiten des 1958 abgerissenen Schlosses fanden sich unter den Schuttmassen der ursprünglich dreigeschossigen Anlage das Kellergewölbe und beträchtliche erhalten gebliebene Teile des Erd- und ersten Obergeschosses. Man legte eine polygonale Ringmauer frei, in der eine Kapelle eingeschlossen war, deren Bausubstanz in die Zeit um 1230 datiert. Stellenweise ist das in erstaunlicher Werksteinqualität hochgezogene Mauerwerk noch bis zu acht Meter hoch. Weitere Mauerzüge und Kellergewölbe sowie ein mächtiger Erdwall mit Graben stammen aus einer Bauphase von 1555 bis 1557. Der Renaissancebaumeister Nikolaus Gromann betreute diese Erweiterungen und ließ die romanischen Burgmauern mit einem acht Meter hohen und bis zu fünfzehn Meter breiten Wall verstärken. Weitere Gewölbe kamen kurz vor 1600 hinzu. 1627, bei einem Brand während des Dreißigjährigen Kriegs, fielen Teile des Schlosses dem Feuer zum Opfer und wurden wieder errichtet. Dabei wurde der ovale Schlosshof mit einem Arkadengang versehen (1647–1690).
Unter der ehemaligen Burgkapelle St. Jakobus wurden zwei als Verlies zu deutende Räume aus dem 16. Jahrhundert freigelegt sowie ein Abort- und Kanalisationssystem. Mit der Räumung der umfangreichen Keller- und Kasemattenanlagen von Schutt und Müll ging eine Sicherung des Geländes einher.
Etwa die Hälfte der Kernburg ist bislang (2012) freigelegt, wobei die Art und der Umfang der Arbeiten (Sicherung, Konservierung, Ergänzung, Restauration der Mauern) jeweils vor Ort im Zuge der Freilegung festgelegt werden. Der Erdwall wird durch Auflegen von Gabionen gesichert, wobei durch die Verwendung von minderwertigem Füllmaterial ein dem Original nahekommendes Erscheinungsbild erreicht wird.
Der Zutritt zum Schloss erfolgt über eine wiederhergestellte dreibogige Steinbrücke über den Burggraben. Sie stammt aus der Zeit nach 1747 und überspannte einen Graben von 30 Metern Breite und sechs Metern Tiefe. Die Sanierungsarbeiten hierzu wurden 2004 abgeschlossen. 1958 wurde das Schloss, vermutlich aus politischen Gründen, abgerissen, lediglich das 1820 unmittelbar hinter dem äußeren Schlosstor als Fachwerkbau errichtete Amtshaus am inneren Brückenkopf blieb erhalten. Nach Abschluss der Sanierungsarbeiten soll es musealen Zwecken dienen.
Ausgehend von einer bisher unbekannten romanischen Burganlage über den Fundamenten und Kellern des Renaissanceschlosses aus der Bauzeit 1594–1606 bis hin zum – nach den Zerstörungen des Dreißigjährigen Krieges an gleicher Stelle errichteten – „Gothaer Schloss“, konnte die Baugeschichte archäologisch untersucht und das Objekt als Bau- und Bodendenkmal gesichert werden. Das Schloss dient auch als Mahnmal und Zeugnis der DDR-Diktatur. Die aus dem Ruinenhügel freigelegten Mauer- und Kellerreste gehen auf eine politisch motivierte Zerstörung des Adelssitzes zurück, der zu DDR-Zeiten abgerissen worden war.

## Geschichtliche Daten im Überblick
- um 1230: Erbauung der Niederungsburg, vermutlich unter den Herren von Herversleyben
- zwischen 1332 und 1340: Ersterwähnung der Burg Herpfersleuben
- zwischen 1394 und 1424: die Burg ist etwa 17 mal als Aufenthaltsort der wettinischen Herzöge nachweisbar
- 1485: im Besitz der Albertiner
- ab 1554: im Besitz des ernestinischen Landhofmeisters und obersten Befehlshabers der Burg Grimmenstein zu Gotha, Ritter Bernhard von Mila
- 1555 bis 1557: Ausbau und völlige Neubefestigung der Burg unter dem Baumeister Nikolaus Gromann
- 1589 bis 1641: im Besitz derer von Kerstlingerode
- 1594 bis 1598: weiterer Ausbau
- 1627: Schloss und Ort fallen einem Brand fast völlig zum Opfer
- 1647 bis 1709: Familie von Carlowitz; Wiederaufbau des Schlosses unter Einbeziehung des intakten Mauerwerks, Hofgestaltung mit Arkaden,
- 1686 bis 1690: weiterer Ausbau
- 1709: Für 85.000 Gulden erwarben die Brüder Georg von Forstern und Jacob Wilhelm von Forstern das Schloss[2]
- 1810 bis 1823: Geheimrat Menz
- 1823 bis 1826: Landgraf von Hessen-Rotenburg
- 1826 bis 1847: Fürsten von Hohenlohe-Schillingsfürst
- 1847 bis 1907: Herzöge von Ratibor
- 1907: Erwerb durch Oskar Becker, Einrichtung einer Gaststätte, Konditorei und Café im Kernschloss, sowie einer Geflügelfarm und Konservenfabrik in der Vorburg
- um 1910: Einrichtung eines Heimatmuseums über der ehemaligen Schlosskapelle St. Jacobus
- 1945: Nutzung der Wohnräume für Umsiedler sowie Opfer von Flucht und Vertreibung
- 1958 Abriss der Kernburg

## Der Verein
Der Verein Schlossruine Herbsleben e.V. erhielt im Jahre 2004 den Thüringer Denkmalschutzpreis für sein ehrenamtliches Engagement im Bereich der archäologischen Denkmalpflege. Der Verein veranstaltet regelmäßig verschiedene Aktionen auf dem Schlossgelände, um für das Denkmal zu sensibilisieren und Aufklärungsarbeit zu leisten. Die Schlossruine ist öffentlich zugänglich. Über den Verein können Führungen gebucht werden. Veranstaltungen wie Konzerte oder Theaterveranstaltungen sind auf dem Gelände möglich.

## Impressionen

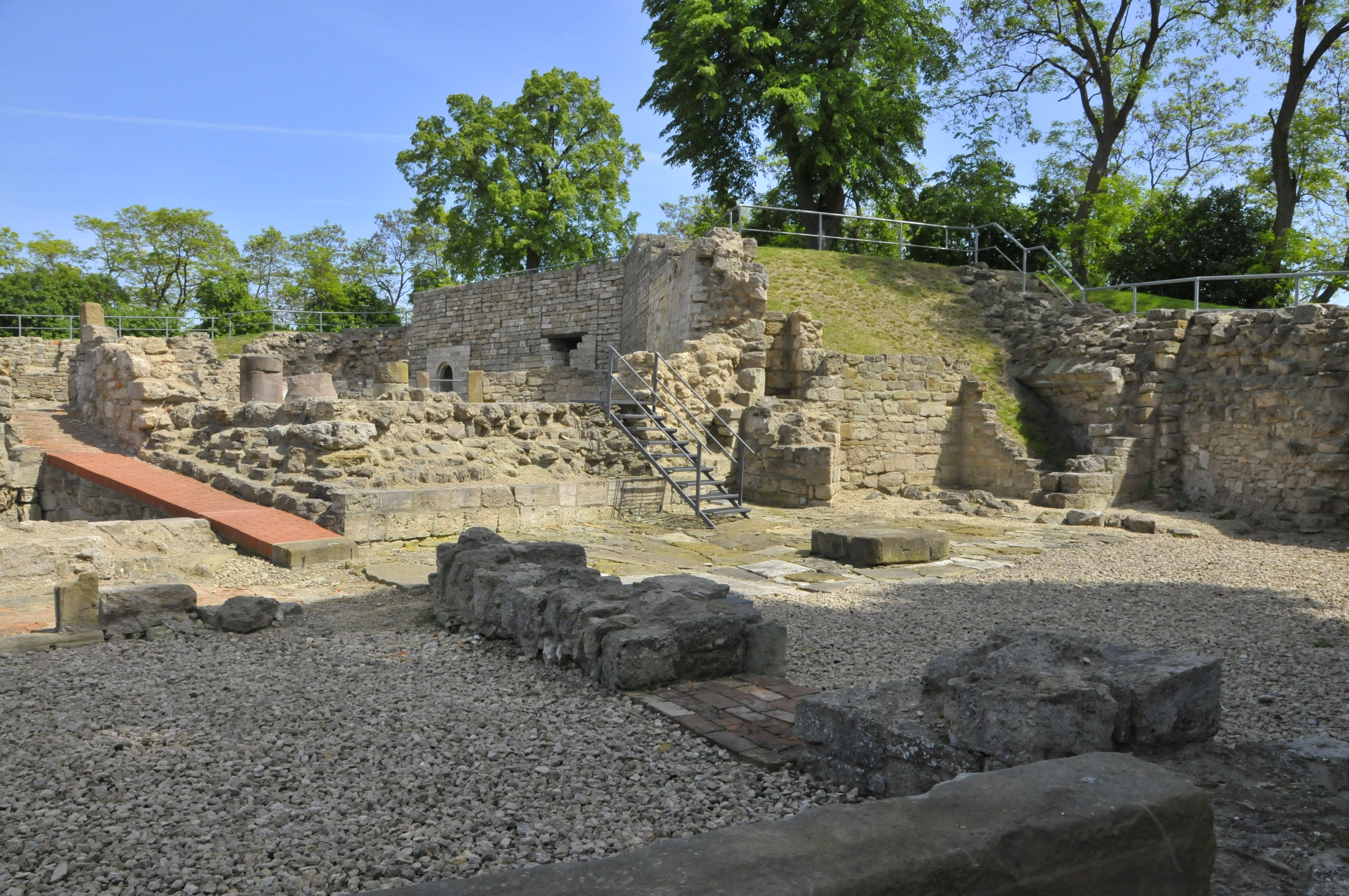
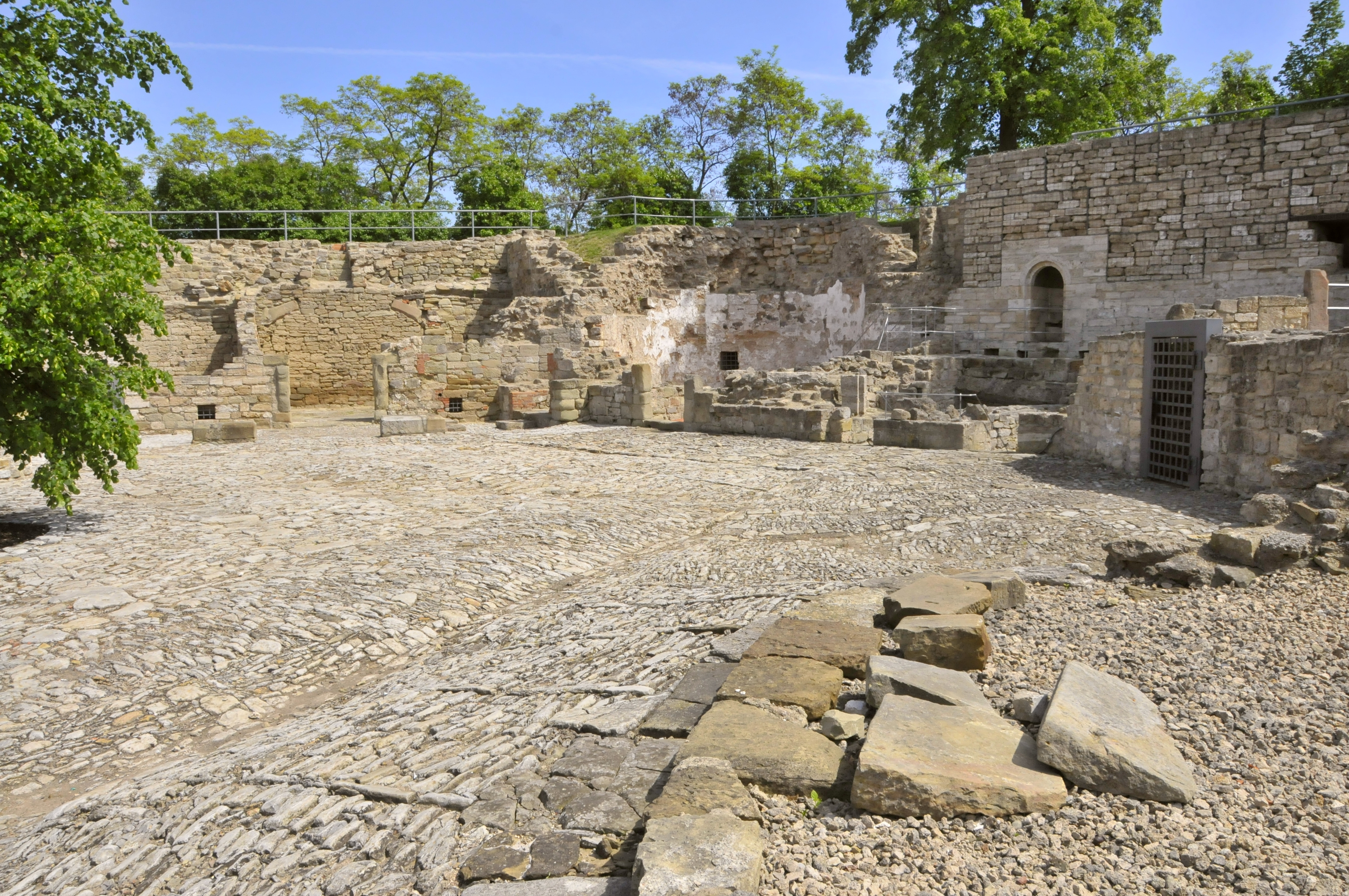
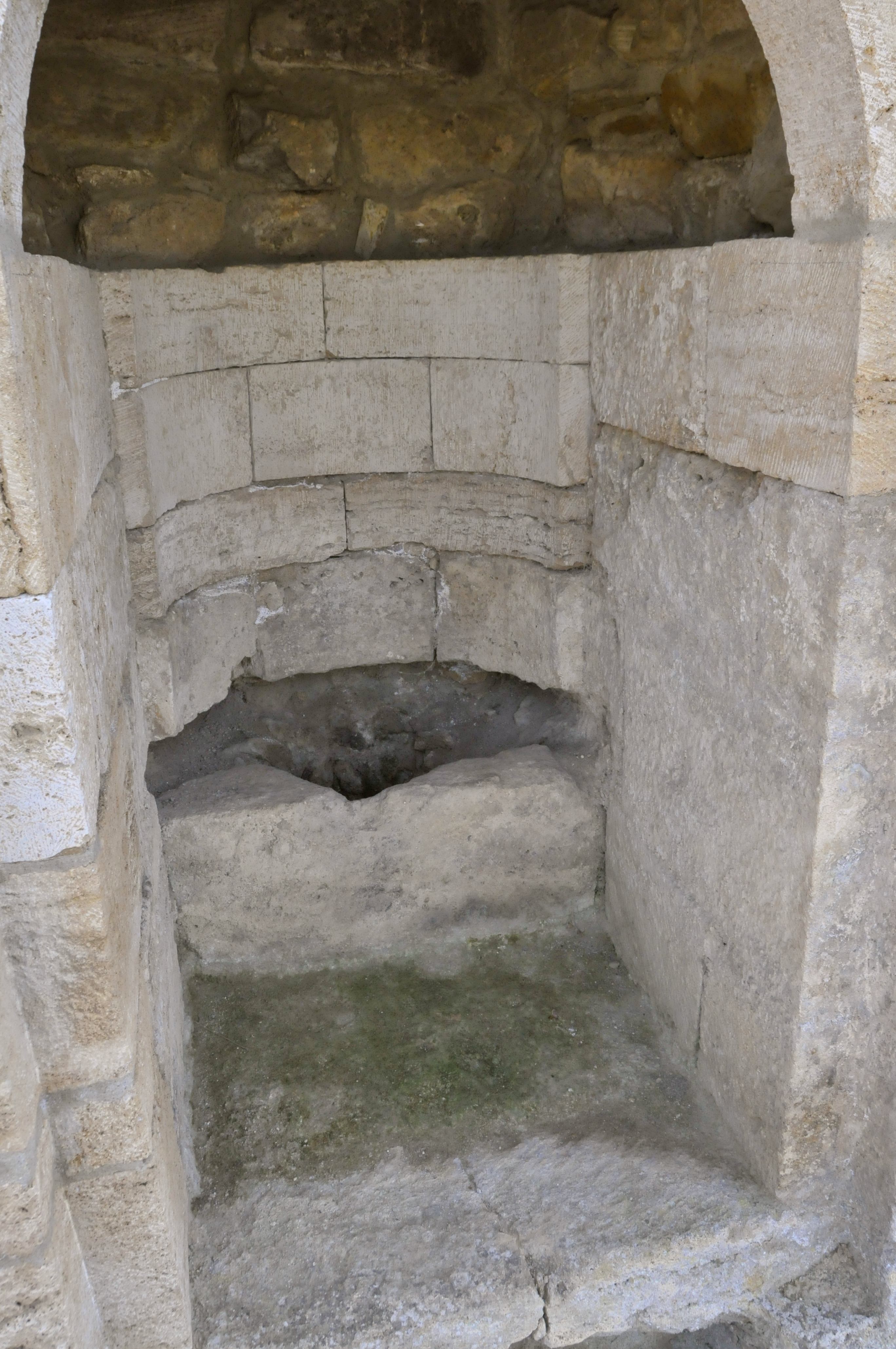
Aborterker
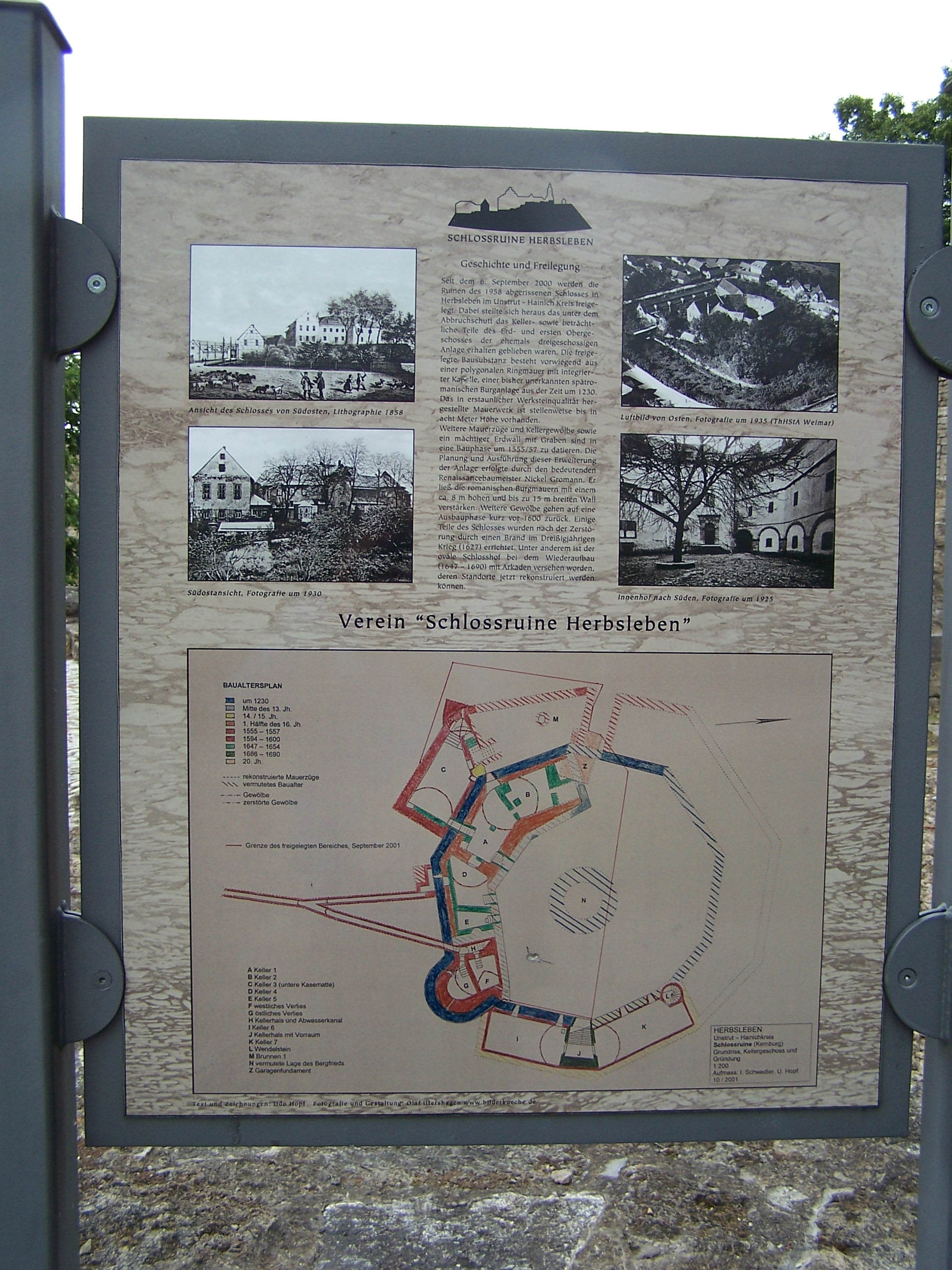
Schautafel mit historischen Aufnahmen